# كلاسيكو النجم الرياضي الساحلي والنادي الرياضي الصفاقسي
يعرض هذا المقال تاريخ المواجهات بين النجم الرياضي الساحلي والنادي الرياضي الصفاقسي في كرة القدم إما في البطولة التونسية، كأس تونس، كأس الكونفيدرالية الأفريقية أو كأس الاتحاد الإفريقي. ويعد الناديان هما المسيطران على مسابقة كأس الكونفيدرالية الأفريقية بأربعة ألقاب لكل منهما.

## مواجهات الفريقين

### الرابطة التونسية المحترفة الأولى لكرة القدم
| الموسم  | فريق 1                  | النتيجة | فريق 2                  | الملعب                      |
| ------- | ----------------------- | ------- | ----------------------- | --------------------------- |
| 1955/56 | النجم الرياضي الساحلي   | 3-1     | النادي الرياضي الصفاقسي | الملعب الأولمبي بسوسة، سوسة |
| 1955/56 | النادي الرياضي الصفاقسي | 1-0     | النجم الرياضي الساحلي   | ملعب الطيب المهيري، صفاقس   |
| 1956/57 | النجم الرياضي الساحلي   | 2-1     | النادي الرياضي الصفاقسي | الملعب الأولمبي بسوسة، سوسة |
| 1956/57 | النادي الرياضي الصفاقسي | 3-2     | النجم الرياضي الساحلي   | ملعب الطيب المهيري، صفاقس   |
| 1957/58 | النجم الرياضي الساحلي   | 1-1     | النادي الرياضي الصفاقسي | الملعب الأولمبي بسوسة، سوسة |
| 1957/58 | النادي الرياضي الصفاقسي | 3-0     | النجم الرياضي الساحلي   | ملعب الطيب المهيري، صفاقس   |
| 1958/59 | النجم الرياضي الساحلي   | 0-1     | النادي الرياضي الصفاقسي | الملعب الأولمبي بسوسة، سوسة |
| 1958/59 | النادي الرياضي الصفاقسي | 3-1     | النجم الرياضي الساحلي   | ملعب الطيب المهيري، صفاقس   |
| 1959/60 | النجم الرياضي الساحلي   | 2-3     | النادي الرياضي الصفاقسي | الملعب الأولمبي بسوسة، سوسة |
| 1959/60 | النادي الرياضي الصفاقسي | 0-0     | النجم الرياضي الساحلي   | ملعب الطيب المهيري، صفاقس   |
| 1962/63 | النجم الرياضي الساحلي   | 1-1     | النادي الرياضي الصفاقسي | الملعب الأولمبي بسوسة، سوسة |
| 1962/63 | النادي الرياضي الصفاقسي | 1-1     | النجم الرياضي الساحلي   | ملعب الطيب المهيري، صفاقس   |
| 1963/64 | النادي الرياضي الصفاقسي | 3-3     | النجم الرياضي الساحلي   | ملعب الطيب المهيري، صفاقس   |
| 1963/64 | النجم الرياضي الساحلي   | 0-0     | النادي الرياضي الصفاقسي | الملعب الأولمبي بسوسة، سوسة |
| 1964/65 | النجم الرياضي الساحلي   | 0-0     | النادي الرياضي الصفاقسي | الملعب الأولمبي بسوسة، سوسة |
| 1964/65 | النادي الرياضي الصفاقسي | 3-2     | النجم الرياضي الساحلي   | ملعب الطيب المهيري، صفاقس   |
| 1965/66 | النجم الرياضي الساحلي   | 1-1     | النادي الرياضي الصفاقسي | الملعب الأولمبي بسوسة، سوسة |
| 1965/66 | النادي الرياضي الصفاقسي | 1-0     | النجم الرياضي الساحلي   | ملعب الطيب المهيري، صفاقس   |
| 1966/67 | النجم الرياضي الساحلي   | 0-1     | النادي الرياضي الصفاقسي | الملعب الأولمبي بسوسة، سوسة |
| 1966/67 | النادي الرياضي الصفاقسي | 0-0     | النجم الرياضي الساحلي   | ملعب الطيب المهيري، صفاقس   |
| 1967/68 | النجم الرياضي الساحلي   | 0-2     | النادي الرياضي الصفاقسي | الملعب الأولمبي بسوسة، سوسة |
| 1967/68 | النادي الرياضي الصفاقسي | 0-0     | النجم الرياضي الساحلي   | ملعب الطيب المهيري، صفاقس   |
| 1968/69 | النادي الرياضي الصفاقسي | 1-2     | النجم الرياضي الساحلي   | ملعب الطيب المهيري، صفاقس   |
| 1968/69 | النجم الرياضي الساحلي   | 1-1     | النادي الرياضي الصفاقسي | الملعب الأولمبي بسوسة، سوسة |
| 1969/70 | النجم الرياضي الساحلي   | 2-1     | النادي الرياضي الصفاقسي | الملعب الأولمبي بسوسة، سوسة |
| 1969/70 | النادي الرياضي الصفاقسي | 2-0     | النجم الرياضي الساحلي   | ملعب الطيب المهيري، صفاقس   |
| 1970/71 | النادي الرياضي الصفاقسي | 0-2     | النجم الرياضي الساحلي   | ملعب الطيب المهيري، صفاقس   |
| 1970/71 | النجم الرياضي الساحلي   | 1-0     | النادي الرياضي الصفاقسي | الملعب الأولمبي بسوسة، سوسة |
| 1971/72 | النجم الرياضي الساحلي   | 0-0     | النادي الرياضي الصفاقسي | الملعب الأولمبي بسوسة، سوسة |
| 1971/72 | النادي الرياضي الصفاقسي | 3-1     | النجم الرياضي الساحلي   | ملعب الطيب المهيري، صفاقس   |
| 1972/73 | النجم الرياضي الساحلي   | 3-1     | النادي الرياضي الصفاقسي | الملعب الأولمبي بسوسة، سوسة |
| 1972/73 | النادي الرياضي الصفاقسي | 2-1     | النجم الرياضي الساحلي   | ملعب الطيب المهيري، صفاقس   |
| 1973/74 | النجم الرياضي الساحلي   | 0-1     | النادي الرياضي الصفاقسي | الملعب الأولمبي بسوسة، سوسة |
| 1973/74 | النادي الرياضي الصفاقسي | 5-0     | النجم الرياضي الساحلي   | ملعب الطيب المهيري، صفاقس   |
| 1974/75 | النادي الرياضي الصفاقسي | 2-1     | النجم الرياضي الساحلي   | ملعب الطيب المهيري، صفاقس   |
| 1974/75 | النجم الرياضي الساحلي   | 2-0     | النادي الرياضي الصفاقسي | الملعب الأولمبي بسوسة، سوسة |
| 1975/76 | النادي الرياضي الصفاقسي | 0-0     | النجم الرياضي الساحلي   | الملعب الأولمبي بسوسة، سوسة |
| 1975/76 | النجم الرياضي الساحلي   | 0-1     | النادي الرياضي الصفاقسي | الملعب الأولمبي بسوسة، سوسة |
| 1976/77 | النجم الرياضي الساحلي   | 1-0     | النادي الرياضي الصفاقسي | الملعب الأولمبي بسوسة، سوسة |
| 1976/77 | النادي الرياضي الصفاقسي | 0-1     | النجم الرياضي الساحلي   | ملعب الطيب المهيري، صفاقس   |
| 1977/78 | النجم الرياضي الساحلي   | 2-1     | النادي الرياضي الصفاقسي | الملعب الأولمبي بسوسة، سوسة |
| 1977/78 | النادي الرياضي الصفاقسي | 0-1     | النجم الرياضي الساحلي   | ملعب الطيب المهيري، صفاقس   |
| 1978/79 | النادي الرياضي الصفاقسي | 2-1     | النجم الرياضي الساحلي   | ملعب الطيب المهيري، صفاقس   |
| 1978/79 | النجم الرياضي الساحلي   | 0-0     | النادي الرياضي الصفاقسي | الملعب الأولمبي بسوسة، سوسة |
| 1979/80 | النادي الرياضي الصفاقسي | 0-0     | النجم الرياضي الساحلي   | ملعب الطيب المهيري، صفاقس   |
| 1979/80 | النجم الرياضي الساحلي   | 1-1     | النادي الرياضي الصفاقسي | الملعب الأولمبي بسوسة، سوسة |
| 1980/81 | النجم الرياضي الساحلي   | 2-2     | النادي الرياضي الصفاقسي | الملعب الأولمبي بسوسة، سوسة |
| 1980/81 | النادي الرياضي الصفاقسي | 0-1     | النجم الرياضي الساحلي   | ملعب الطيب المهيري، صفاقس   |
| 1981/82 | النادي الرياضي الصفاقسي | 2-2     | النجم الرياضي الساحلي   | ملعب الطيب المهيري، صفاقس   |
| 1981/82 | النجم الرياضي الساحلي   | 1-1     | النادي الرياضي الصفاقسي | الملعب الأولمبي بسوسة، سوسة |
| 1982/83 | النجم الرياضي الساحلي   | 1-0     | النادي الرياضي الصفاقسي | الملعب الأولمبي بسوسة، سوسة |
| 1982/83 | النادي الرياضي الصفاقسي | 1-1     | النجم الرياضي الساحلي   | ملعب الطيب المهيري، صفاقس   |
| 1983/84 | النادي الرياضي الصفاقسي | 1-0     | النجم الرياضي الساحلي   | ملعب الطيب المهيري، صفاقس   |
| 1983/84 | النجم الرياضي الساحلي   | 1-2     | النادي الرياضي الصفاقسي | الملعب الأولمبي بسوسة، سوسة |
| 1984/85 | النادي الرياضي الصفاقسي | 1-0     | النجم الرياضي الساحلي   | ملعب الطيب المهيري، صفاقس   |
| 1984/85 | النجم الرياضي الساحلي   | 4-2     | النادي الرياضي الصفاقسي | الملعب الأولمبي بسوسة، سوسة |
| 1985/86 | النادي الرياضي الصفاقسي | 2-1     | النجم الرياضي الساحلي   | ملعب الطيب المهيري، صفاقس   |
| 1985/86 | النجم الرياضي الساحلي   | 0-0     | النادي الرياضي الصفاقسي | الملعب الأولمبي بسوسة، سوسة |
| 1986/87 | النادي الرياضي الصفاقسي | 2-0     | النجم الرياضي الساحلي   | ملعب الطيب المهيري، صفاقس   |
| 1986/87 | النجم الرياضي الساحلي   | 1-2     | النادي الرياضي الصفاقسي | الملعب الأولمبي بسوسة، سوسة |
| 1987/88 | النادي الرياضي الصفاقسي | 0-0     | النجم الرياضي الساحلي   | ملعب الطيب المهيري، صفاقس   |
| 1987/88 | النجم الرياضي الساحلي   | 0-1     | النادي الرياضي الصفاقسي | الملعب الأولمبي بسوسة، سوسة |
| 1988/89 | النادي الرياضي الصفاقسي | 1-0     | النجم الرياضي الساحلي   | ملعب الطيب المهيري، صفاقس   |
| 1988/89 | النجم الرياضي الساحلي   | 1-1     | النادي الرياضي الصفاقسي | الملعب الأولمبي بسوسة، سوسة |
| 1989/90 | النادي الرياضي الصفاقسي | 3-0     | النجم الرياضي الساحلي   | ملعب الطيب المهيري، صفاقس   |
| 1989/90 | النجم الرياضي الساحلي   | 0-5     | النادي الرياضي الصفاقسي | الملعب الأولمبي بسوسة، سوسة |
| 1990/91 | النادي الرياضي الصفاقسي | 2-0     | النجم الرياضي الساحلي   | ملعب الطيب المهيري، صفاقس   |
| 1990/91 | النجم الرياضي الساحلي   | 0-1     | النادي الرياضي الصفاقسي | الملعب الأولمبي بسوسة، سوسة |
| 1991/92 | النادي الرياضي الصفاقسي | 1-1     | النجم الرياضي الساحلي   | ملعب الطيب المهيري، صفاقس   |
| 1991/92 | النجم الرياضي الساحلي   | 0-0     | النادي الرياضي الصفاقسي | الملعب الأولمبي بسوسة، سوسة |
| 1992/93 | النجم الرياضي الساحلي   | 1-1     | النادي الرياضي الصفاقسي | الملعب الأولمبي بسوسة، سوسة |
| 1992/93 | النادي الرياضي الصفاقسي | 1-2     | النجم الرياضي الساحلي   | ملعب الطيب المهيري، صفاقس   |
| 1993/94 | النادي الرياضي الصفاقسي | 1-1     | النجم الرياضي الساحلي   | ملعب الطيب المهيري، صفاقس   |
| 1993/94 | النجم الرياضي الساحلي   | 0-0     | النادي الرياضي الصفاقسي | الملعب الأولمبي بسوسة، سوسة |
| 1994/95 | النجم الرياضي الساحلي   | 4-0     | النادي الرياضي الصفاقسي | الملعب الأولمبي بسوسة، سوسة |
| 1994/95 | النادي الرياضي الصفاقسي | 1-1     | النجم الرياضي الساحلي   | ملعب الطيب المهيري، صفاقس   |
| 1995/96 | النادي الرياضي الصفاقسي | 2-0     | النجم الرياضي الساحلي   | ملعب الطيب المهيري، صفاقس   |
| 1995/96 | النجم الرياضي الساحلي   | 0-1     | النادي الرياضي الصفاقسي | الملعب الأولمبي بسوسة، سوسة |
| 1996/97 | النادي الرياضي الصفاقسي | 1-0     | النجم الرياضي الساحلي   | ملعب الطيب المهيري، صفاقس   |
| 1996/97 | النجم الرياضي الساحلي   | 1-2     | النادي الرياضي الصفاقسي | الملعب الأولمبي بسوسة، سوسة |
| 1997/98 | النادي الرياضي الصفاقسي | 1-0     | النجم الرياضي الساحلي   | ملعب الطيب المهيري، صفاقس   |
| 1997/98 | النجم الرياضي الساحلي   | 1-2     | النادي الرياضي الصفاقسي | الملعب الأولمبي بسوسة، سوسة |
| 1998/99 | النادي الرياضي الصفاقسي | 0-1     | النجم الرياضي الساحلي   | ملعب الطيب المهيري، صفاقس   |
| 1998/99 | النجم الرياضي الساحلي   | 1-0     | النادي الرياضي الصفاقسي | الملعب الأولمبي بسوسة، سوسة |
| 1999/00 | النجم الرياضي الساحلي   | 1-1     | النادي الرياضي الصفاقسي | الملعب الأولمبي بسوسة، سوسة |
| 1999/00 | النادي الرياضي الصفاقسي | 3-1     | النجم الرياضي الساحلي   | ملعب الطيب المهيري، صفاقس   |
| 2000/01 | النجم الرياضي الساحلي   | 1-1     | النادي الرياضي الصفاقسي | الملعب الأولمبي بسوسة، سوسة |
| 2000/01 | النادي الرياضي الصفاقسي | 3-0     | النجم الرياضي الساحلي   | ملعب الطيب المهيري، صفاقس   |
| 2001/02 | النادي الرياضي الصفاقسي | 3-2     | النجم الرياضي الساحلي   | ملعب الطيب المهيري، صفاقس   |
| 2001/02 | النجم الرياضي الساحلي   | 0-0     | النادي الرياضي الصفاقسي | الملعب الأولمبي بسوسة، سوسة |
| 2002/03 | النجم الرياضي الساحلي   | 0-1     | النادي الرياضي الصفاقسي | الملعب الأولمبي بسوسة، سوسة |
| 2002/03 | النادي الرياضي الصفاقسي | 0-4     | النجم الرياضي الساحلي   | ملعب الطيب المهيري، صفاقس   |
| 2003/04 | النجم الرياضي الساحلي   | 1-2     | النادي الرياضي الصفاقسي | الملعب الأولمبي بسوسة، سوسة |
| 2003/04 | النادي الرياضي الصفاقسي | 0-1     | النجم الرياضي الساحلي   | ملعب الطيب المهيري، صفاقس   |
| 2004/05 | النادي الرياضي الصفاقسي | 1-1     | النجم الرياضي الساحلي   | ملعب الطيب المهيري، صفاقس   |
| 2004/05 | النجم الرياضي الساحلي   | 2-0     | النادي الرياضي الصفاقسي | الملعب الأولمبي بسوسة، سوسة |
| 2005/06 | النجم الرياضي الساحلي   | 0-0     | النادي الرياضي الصفاقسي | الملعب الأولمبي بسوسة، سوسة |
| 2005/06 | النادي الرياضي الصفاقسي | 2-0     | النجم الرياضي الساحلي   | ملعب الطيب المهيري، صفاقس   |
| 2006/07 | النجم الرياضي الساحلي   | 1-2     | النادي الرياضي الصفاقسي | الملعب الأولمبي بسوسة، سوسة |
| 2006/07 | النادي الرياضي الصفاقسي | 5-0     | النجم الرياضي الساحلي   | ملعب الطيب المهيري، صفاقس   |
| 2007/08 | النادي الرياضي الصفاقسي | 1-0     | النجم الرياضي الساحلي   | ملعب الطيب المهيري، صفاقس   |
| 2007/08 | النجم الرياضي الساحلي   | 0-2     | النادي الرياضي الصفاقسي | الملعب الأولمبي بسوسة، سوسة |
| 2008/09 | النجم الرياضي الساحلي   | 2-1     | النادي الرياضي الصفاقسي | الملعب الأولمبي بسوسة، سوسة |
| 2008/09 | النادي الرياضي الصفاقسي | 0-0     | النجم الرياضي الساحلي   | ملعب الطيب المهيري، صفاقس   |
| 2009/10 | النادي الرياضي الصفاقسي | 2-1     | النجم الرياضي الساحلي   | ملعب الطيب المهيري، صفاقس   |
| 2009/10 | النجم الرياضي الساحلي   | 2-0     | النادي الرياضي الصفاقسي | الملعب الأولمبي بسوسة، سوسة |
| 2010/11 | النجم الرياضي الساحلي   | 4-1     | النادي الرياضي الصفاقسي | الملعب الأولمبي بسوسة، سوسة |
| 2010/11 | النادي الرياضي الصفاقسي | 1-0     | النجم الرياضي الساحلي   | ملعب الطيب المهيري، صفاقس   |
| 2011/12 | النجم الرياضي الساحلي   | 1-1     | النادي الرياضي الصفاقسي | الملعب الأولمبي بسوسة، سوسة |
| 2011/12 | النادي الرياضي الصفاقسي | 3-1     | النجم الرياضي الساحلي   | ملعب الطيب المهيري، صفاقس   |
| 2012/13 | النجم الرياضي الساحلي   | 1-0     | النادي الرياضي الصفاقسي | الملعب الأولمبي بسوسة، سوسة |
| 2012/13 | النادي الرياضي الصفاقسي | 1-3     | النجم الرياضي الساحلي   | ملعب الطيب المهيري، صفاقس   |
| 2012/13 | النادي الرياضي الصفاقسي | 2-0     | النجم الرياضي الساحلي   | ملعب الطيب المهيري، صفاقس   |
| 2012/13 | النجم الرياضي الساحلي   | 1-1     | النادي الرياضي الصفاقسي | الملعب الأولمبي بسوسة، سوسة |
| 2013/14 | النادي الرياضي الصفاقسي | 1-2     | النجم الرياضي الساحلي   | ملعب الطيب المهيري، صفاقس   |
| 2013/14 | النجم الرياضي الساحلي   | 1-0     | النادي الرياضي الصفاقسي | الملعب الأولمبي بسوسة، سوسة |
| 2014/15 | النجم الرياضي الساحلي   | 1-1     | النادي الرياضي الصفاقسي | الملعب الأولمبي بسوسة، سوسة |
| 2014/15 | النادي الرياضي الصفاقسي | 0-0     | النجم الرياضي الساحلي   | ملعب الطيب المهيري، صفاقس   |
| 2015/16 | النجم الرياضي الساحلي   | 1-1     | النادي الرياضي الصفاقسي | الملعب الأولمبي بسوسة، سوسة |
| 2015/16 | النادي الرياضي الصفاقسي | 3-1     | النجم الرياضي الساحلي   | ملعب الطيب المهيري، صفاقس   |
| 2016/17 | النادي الرياضي الصفاقسي | 1-0     | النجم الرياضي الساحلي   | ملعب الطيب المهيري، صفاقس   |
| 2016/17 | النجم الرياضي الساحلي   | 3-2     | النادي الرياضي الصفاقسي | الملعب الأولمبي بسوسة، سوسة |
| 2016/17 | النادي الرياضي الصفاقسي | 1-0     | النجم الرياضي الساحلي   | ملعب الطيب المهيري، صفاقس   |
| 2016/17 | النجم الرياضي الساحلي   | 1-1     | النادي الرياضي الصفاقسي | الملعب الأولمبي بسوسة، سوسة |
| 2017/18 | النجم الرياضي الساحلي   | 0-1     | النادي الرياضي الصفاقسي | الملعب الأولمبي بسوسة، سوسة |
| 2017/18 | النادي الرياضي الصفاقسي | 1-2     | النجم الرياضي الساحلي   | ملعب الطيب المهيري، صفاقس   |
| 2018/19 | النادي الرياضي الصفاقسي | 1-1     | النجم الرياضي الساحلي   | ملعب الطيب المهيري، صفاقس   |

### كأس الكونفيدرالية الأفريقية
| الموسم | الدور         | فريق 1                  | النتيجة | فريق 2                  | الملعب                      |
| ------ | ------------- | ----------------------- | ------- | ----------------------- | --------------------------- |
| 2008   | النهائي ذهاب  | النادي الرياضي الصفاقسي | 0-0     | النجم الرياضي الساحلي   | ملعب الطيب المهيري، صفاقس   |
| 2008   | النهائي إياب  | النجم الرياضي الساحلي   | 2-2     | النادي الرياضي الصفاقسي | الملعب الأولمبي بسوسة، سوسة |
| 2013   | دور المجموعات | النادي الرياضي الصفاقسي | 0-1     | النجم الرياضي الساحلي   | ملعب الطيب المهيري، صفاقس   |
| 2013   | دور المجموعات | النجم الرياضي الساحلي   | 1-1     | النادي الرياضي الصفاقسي | الملعب الأولمبي بسوسة، سوسة |
| 2019   | دور المجموعات | النجم الرياضي الساحلي   | 1-0     | النادي الرياضي الصفاقسي | الملعب الأولمبي بسوسة، سوسة |
| 2019   | دور المجموعات | النادي الرياضي الصفاقسي | 1-2     | النجم الرياضي الساحلي   | ملعب الطيب المهيري، صفاقس   |

### كأس الاتحاد الأفريقي
| الموسم | الدور         | فريق 1                  | النتيجة | فريق 2                  | الملعب                      |
| ------ | ------------- | ----------------------- | ------- | ----------------------- | --------------------------- |
| 1999   | الربع النهائي | النادي الرياضي الصفاقسي | 2-1     | النجم الرياضي الساحلي   | ملعب الطيب المهيري، صفاقس   |
| 1999   | الربع النهائي | النجم الرياضي الساحلي   | 3-3     | النادي الرياضي الصفاقسي | الملعب الأولمبي بسوسة، سوسة |